# Karandíxevo
Karandíxevo (en rus: Карандышево) és un poble de l'óblast de Vladímir, a Rússia, segons el cens del 2010 tenia 42 habitants. Pertany al districte municipal de Iúriev-Polski.